# 松浦玄嗣
松浦 玄嗣（まつうら もとつぐ、1972年4月29日 - ）は日本の歯科医師・タレント・ラジオパーソナリティである。
医療法人社団天生会グループ理事長。有限会社七舟代表取締役社長。歯学博士。
タレントとしては、かまたまご、とやまたまご、NEXT Generation's MUSICなどを担当。

## 経歴
東京都北区に生まれる。中央区立泰明小学校・北区立田端中学校・帝京高等学校を卒業後、東京歯科大学に入学。
1990年代　当時流行したワールドミュージックブームに乗り「極楽マンボマニアーズ」「マンボキングス」として、「インクスティック」「gold」、「SPACE LAB YELLOW」「原宿クロコダイル」等を拠点にライブを行う。しかし、バンド解散に伴い活動を停止。
2005〜2006年　ペンシルバニア州立大学にて研修。
2010年松浦玄嗣デンタルオフィス開業
2016年医療法人社団天生会設立
2019年ローズデンタルクリニック開業

## 出演番組
ラジオ
- 2021年 - Next Generation's Music（FM三重）

テレビ
- 2013年　-　かまたまご　（スカパー!）
- 2017年　-　とやまたまご　（チューリップテレビ）